# 得能律郎
得能 律郎（とくのう りつろう、1959年8月10日 - ）は、日本のミュージシャン。米米CLUBのメンバー（ギター、キーボード）。日本芸術専門学校特別講師。東京都出身。血液型はO型。
米米CLUBメンバーとしての活動は「ジョプリン得能」名義で行っている。

## 来歴
1982年、文化学院生時代に自らも在籍していた映画研究会「A-Ken」のメンバーを中心に米米CLUBを結成する。ライブ中に椅子に座って演奏しているのは、長時間ギターを弾いていて腰が痛くなるから。
1995年4月に米米CLUBを音楽性の違いで脱退し、共に脱退した坂口良治（RYO-J）とバンド「JUNGAPOP」を結成する（1999年に脱退）。
1998年11月より、ソニー・ミュージックエンタテインメントに所属し、新人開発部門SDMにて新人アーティストの育成を担当する（～2001年1月）。その後『Plum&Beans』を設立、プロデューサーとして活躍する。その一方で、2006年4月の米米CLUB再結成に伴いグループへ復帰し、現在もギタリストとしての腕をふるっている。
2015年度から2020年度まで、NHKEテレ『ゴー!ゴー!キッチン戦隊クックルン』の音楽製作を担当していた。
少年時代、ボーイスカウト川崎第39団に所属。